# Jubajkulevo
Jubajkulevo (orosz betűkkel: Юбайкулево, baskír nyelven: Юбайкул) falu Oroszországban, a Baskír Köztársaságban, a Miskinói járásban.

## Népesség
- 2002-ben 29 lakosa volt, melynek 93%-a tatár.
- 2010-ben 19 lakosa volt.